# Mircea-Gheorghe Hava
Mircea-Gheorghe Hava, né le 26 décembre 1956 à Oradea, est un homme politique roumain, membre du Parti national libéral (PNL). Il est député européen depuis 2019.